# Sela pri Višnji Gori
Sela pri Višnji Gori este o localitate din comuna Ivančna Gorica, Slovenia, cu o populație de 46 de locuitori.